# Alexander Nikolajewitsch Samochwalow
Alexander Nikolajewitsch Samochwalow (russisch Алекса́ндр Никола́евич Самохва́лов; * 21. August 1894 in Beschezk, Gouvernement Twer, Russisches Kaiserreich; † 20. August 1971 in Leningrad) war ein sowjetischer Maler, Grafiker, Illustrator, Bildhauer und Bühnenbildner. Als Begründer und angesehenes Mitglied der Leningrader Malerschule und des Leningrader Künstlerverbands war er ein Vertreter des Sozialistischen Realismus. Er malte Porträts, historische Gemälde und Genrebilder, monumentale, aber auch kleinformatige Werke.

## Künstlerischer Werdegang
Von 1914 bis 1918 studierte er bei dem Kirchenmaler Wassili Beljajew und dem Bildhauer Hugo Salemann an der Kaiserlichen Kunstakademie (nach 1917 Ilja-Repin-Institut) in Petrograd. Von 1920 bis 1923 besuchte er dort die staatlichen Werkstätten Wchutemas und begleitete Kusma Sergejewitsch Petrow-Wodkin 1921 auf einer kulturhistorischen Expedition nach Samarkand. Seit Ende der 1920er Jahre schuf er Bilder, die die jungen Helden sozialistischer Arbeit und Sportler zeigen. Ab 1935 malte er Bilder von Führern der KPdSU und schuf Skulpturen für die Leningrader Lomonossow-Porzellanmanufaktur. Er entwarf Bühnenbilder und Kostüme für Alexander Ostrowskis Schauspiel Die arme Braut im Moskauer Bolschoi-Theater und für das Theaterstück Heißes Herz, das 1943 im Leningrader Puschkin-Theater aufgeführt wurde. Von 1948 bis 1954 lehrte er an der Leningrader Schule für Kunst und Industrie. 1971 starb er in Leningrad und wurde auf dem Komarow-Friedhof begraben. 1977 erschienen seine Memoiren.

## Ausstellungen und Auszeichnungen
Seit 1914 nahm Samochwalow regelmäßig an Ausstellungen teil. 1925 gewann er auf der Pariser Kunstmesse eine Goldmedaille, 1937 war er auf der Pariser Weltausstellung vertreten und gewann den Grand Prix. Bedeutende Einzelausstellungen hatte er 1963 in Leningrad, 1994 in Sankt Petersburg und Twer. 1967 erhielt er die Auszeichnung Verdiente Persönlichkeit der Künste der RSFSR. Werke von ihm sind Bestandteil der Sammlungen zahlreicher Museen. Das Russische Museum in Sankt Petersburg besitzt Werke von Samochwalow, ebenso die Moskauer Tretjakow-Galerie und zahlreiche Privatsammlungen in aller Welt.